# 切斯特 (愛荷華州)
切斯特（英語：Chester）是一個位於美國愛荷華州霍華德縣的城市。

## 地理
切斯特的座標為43°29′28″N 92°21′40″W / 43.49111°N 92.36111°W，而該地的平均海拔高度為374米（即1227英尺）。

## 人口
根據2010年美國人口普查的數據，切斯特的面積為3.47平方千米，當中陸地面積為3.47平方千米，而水域面積為0.00平方千米。當地共有人口127人，而人口密度為每平方千米36人。